# Шимко, Владимир Тихонович
Владимир Тихонович Шимко (1931—2017) — профессор Московского архитектурного института, кандидат архитектуры. Заслуженный деятель искусств Российской Федерации.
Родился в 1931 г. в Москве, окончил Московский архитектурный институт. Несколько лет руководил проектным подразделением в Комсомольске-на-Амуре, где по его проектам сооружены жилые кварталы, школы, Дворец культуры, памятник В. И. Ленину. Преподавал в Московском архитектурном институте.
В. Т. Шимко — автор ряда научных работ в области архитектурной климатологии, территориальной организации науки. Несколько архитектурных проектов, выполненных при его участии, получили преми на всесоюзных и международных конкурсах.
Действительный член Международной академии наук о природе и обществе

## Публикации
- Шимко В. Т. Архитектурно-дизайнерское проектирование: Основы теории. — Архитектура С, 2004. — 296 с.
- Шимко В. Т. Архитектурно-дизайнерское проектирование: Учебник. — Архитектура С, 2006. — 384 с. — ISBN 5-9647-0079-9.
- Гаврилина А. А., Шимко В. Т. Типологические основы художественного проектирования архитектурной среды. — Архитектура С, 2004. — 104 с. — ISBN 5-274-01775-4.
- Гаврилина А. А. и др. Дизайн архитектурной среды. — Архитектура С, 2006. — 504 с. — ISBN 5-9647-0031-4.
- Шимко В. Т. Основы дизайна и средовое проектирование. — Архитектура С, 2007. — 160 с. — ISBN 5-9647-0004-7, 978-5-9647-0004-3.
- Попов А. Н., Шимко В. Т. Польза, прочность, красота. — М.: Педагогика, 1979. — 128 с.